# Земляные удавы (род)
Земляные удавы, или тропидофисы (лат. Tropidophis) — род неядовитых змей одноимённого семейства. Насчитывает 21 вид.
Общая длина достигает 60—70 см. Голова плоская, вытянутая. Туловище стройное, крепкое. Присутствуют рудименты задних конечностей в виде маленького шипа, голова покрыта многочисленной мелкой чешуёй. Окраска оранжевого, зелёного, коричневого, оливкового цвета с различными оттенками. Способны менять цвет кожи. С целью самообороны могут выстреливать изо рта, глаз и ноздрей кровью.
Любят тропические и сосновые леса, болота, кустарники. Встречаются у жилищ человека. Большинство проводит жизнь на земле. Ведут скрытный образ жизни. Активны ночью. Питаются мелкими грызунами, земноводными.
Это яйцеживородящие и живородящие змеи.
Это очень редкие змеи. Обитают на Антильских островах и в Южной Америке.

## Виды
- Tropidophis battersbyi
- Tropidophis canus
- Tropidophis caymanensis
- Tropidophis celiae
- Tropidophis feicki
- Tropidophis fuscus
- Tropidophis greenwayi
- Tropidophis haetianus
- Tropidophis hendersoni
- Tropidophis maculatus
- Tropidophis melanurus
- Tropidophis morenoi
- Tropidophis nigriventris
- Tropidophis pardalis
- Tropidophis paucisquamis
- Tropidophis pilsbryi
- Tropidophis semicinctus
- Tropidophis spiritus
- Tropidophis taczanowskyi
- Tropidophis wrighti
- Tropidophis xanthogaster